# Kalistat Lund
Kalistat Lund (født 8. maj 1959) er en grønlandsk pilot og politiker for Inuit Ataqatigiit. Han var været Grønlands minister for landbrug, selvforsyning, energi og miljø siden 23. april 2021.

## Uddannelse og erhverv
Lund tog HF i Nuuk 1978-1980. Han var ansat i Narsarsuaq lufthavn 1980-1982 og blev uddannet til flymekaniker hos Grønlandsfly 1983-1986. Efterfølgende tog han en pilotuddannelse 1986-1988 og var pilot hos Grønlandsfly (senere kaldet Air Greenland) 1988-2020.

## Politisk Karriere
Lund var medlem af Siumut fra 1979 til 2013 hvor han skiftede til Inuit Ataqatigiit.
Han var Siumut-borgmester i Narsaq Kommune 1997-2001. I sin borgmestertid fortsatte Lund som helikopterpilot for Grøndlandsfly 120 dage om året for at bevare sit flycertifikat.
Lund var kandidat ved landstingsvalget i 2002, men blev ikke valgt. Han var imidlertid stedfortræder for Jørgen Wæver Johansen i Landstinget mens denne var landsstyremedlem indtil april 2005. I juni 2004, mens han var stedfortræder i Landstinget, blev den grønlandsk-danske selvstyrekommission nedsat med Kalistat Lund som formand. Han fortsatte i kommissionen efter at han forlod Landsstyret.
Lund blev valgt til kommunalbestyrelsen i den nydannede Kujalleq Kommune i 2008. Han skiftede parti til Inuit Ataqatigiit (IA) i 2013, og ved inatsisartutvalget i 2013 lykkedes det ham at blive valgt for IA til Inatsisartut. Han blev genvalgt i 2014, men trak sig tilbage fra Inatsisartut i 2017 for at genoptage sit arbejde som helikopterpilot på fuld tid.
Efter at have afslutte sin pilotkarriere hos Air Greenland i 2020, stillede han igen op til Inatsisartut i inatsisartutvalget i 2021 og blev valgt. Múte B. Egede gav ham posten som minister landbrug, selvforsyning, energi og miljø i sin første regering fra 23. april 2021 til 4. april 2022. Han er fortsat på samme post i Egedes anden regering med start 5. april 2022.

## Familie og privatliv
Kalistat Lund er gift med Ivalo Egede Lund. Parret har tre børn. Han er bror til Atassut-politikeren Augusta Salling. Hans far, fåreholder Dolfe Lund (1912-2010), var søn af digterpræsten Henrik Lund.